# العلاقات السويدية المجرية
العلاقات السويدية المجرية هي العلاقات الثنائية التي تجمع بين السويد والمجر.

## مقارنة بين البلدين
هذه مقارنة عامة ومرجعية للدولتين:
| وجه المقارنة                                              | السويد                                                                               | المجر                                                       |
| --------------------------------------------------------- | ------------------------------------------------------------------------------------ | ----------------------------------------------------------- |
| المساحة (كم2)                                             | 450.30 ألف                                                                           | 93.04 ألف                                                   |
| عدد السكان (نسمة)                                         | 10.16 مليون                                                                          | 9.78 مليون                                                  |
| الكثافة السكانية (ن./كم²)                                 | 22.56                                                                                | 105.12                                                      |
| العاصمة                                                   | ستوكهولم                                                                             | بودابست                                                     |
| اللغة الرسمية                                             | اللغة السويدية، لغات السامي، اللغة الفنلندية، منكيلي، اللغة الرومنية، اللغة اليديشية | لغة مجرية                                                   |
| العملة                                                    | كرونة سويدية                                                                         | فورنت مجري                                                  |
| الناتج المحلي الإجمالي (بليون دولار)                      | 538.04 مليار                                                                         | 139.14 مليار                                                |
| الناتج المحلي الإجمالي (تعادل القوة الشرائية) بليون دولار | 469.01 مليار                                                                         | 260.42 مليار                                                |
| الناتج المحلي الإجمالي الاسمي للفرد دولار أمريكي          | 50.58 ألف                                                                            | 12.36 ألف                                                   |
| الناتج المحلي الإجمالي للفرد دولار أمريكي                 | 45.30 ألف                                                                            | 25.07 ألف                                                   |
| مؤشر التنمية البشرية                                      | 0.907                                                                                | 0.828                                                       |
| رمز المكالمات الدولي                                      | +46                                                                                  | +36                                                         |
| رمز الإنترنت                                              | .se                                                                                  | .hu                                                         |
| المنطقة الزمنية                                           | توقيت وسط أوروبا، ت ع م+01:00، ت ع م+02:00، أوروبا/ستوكهولم ‏                         | ت ع م+01:00، ت ع م+02:00، أوروبا/بودابست ‏، توقيت وسط أوروبا |

## مدن متوأمة
في ما يلي قائمة باتفاقيات التوأمة بين مدن سويدية ومجرية:
- ترتبط Oxelösund [الإنجليزية]‏ مع كوسيغ باتفاقية توأمة.

## منظمات دولية مشتركة
يشترك البلدان في عضوية مجموعة من المنظمات الدولية، منها:
| علم المنظمة | اسم المنظمة                               | تاريخ انضمام السويد | تاريخ انضمام المجر |
| ----------- | ----------------------------------------- | ------------------- | ------------------ |
|             | الاتحاد الأوروبي                          | 1995                | 1 مايو 2004        |
|             | وكالة ضمان الاستثمار متعدد الأطراف        | 12 أبريل 1988       | 21 أبريل 1988      |
|             | منظمة التعاون الاقتصادي والتنمية          | ?                   | 7 مايو 1996        |
|             | الأمم المتحدة                             | 19 نوفمبر 1946      | 14 ديسمبر 1955     |
|             | الوكالة الدولية للطاقة                    | ?                   | ?                  |
|             | الفريق المعني برصد الأرض                  | ?                   | ?                  |
|             | مركز تنسيق الحركة في أوروبا ‏              | ?                   | ?                  |
|             | منظمة حظر الأسلحة الكيميائية              | ?                   | ?                  |
|             | منظمة التجارة العالمية                    | 1995                | 1995               |
|             | منظمة الشرطة الجنائية الدولية             | ?                   | ?                  |
|             | منظمة الأمن والتعاون في أوروبا            | 25 يونيو 1973       | 25 يونيو 1973      |
|             | مؤسسة التنمية الدولية                     | 24 سبتمبر 1960      | 29 أبريل 1985      |
|             | نظام تحكم تكنولوجيا القذائف               | 1991                | 1993               |
|             | يونسكو                                    | 23 يناير 1950       | 14 سبتمبر 1948     |
|             | مجلس أوروبا                               | ?                   | 6 نوفمبر 1990      |
|             | Strategic Airlift Capability ‏             | ?                   | ?                  |
|             | الاتحاد البريدي العالمي                   | ?                   | ?                  |
|             | البنك الدولي للإنشاء والتعمير             | 31 أغسطس 1951       | 7 يوليو 1982       |
|             | اتفاقية السماوات المفتوحة                 | ?                   | ?                  |
|             | الاتحاد الدولي للاتصالات                  | 1866                | 1866               |
|             | مؤسسة التمويل الدولية                     | 20 يوليو 1956       | 29 أبريل 1985      |
|             | المنظمة الأوروبية لسلامة الملاحة الجوية   | 1995                | 1992               |
|             | المركز الدولي لتسوية المنازعات الاستشارية | 28 يناير 1967       | 6 مارس 1987        |
|             | مجموعة أستراليا                           | 1991                | 1993               |
|             | مجموعة الموردين النوويين                  | ?                   | ?                  |

## وصلات خارجية
- موقع وزارة الخارجية السويدية
- موقع وزارة الخارجية المجرية